# Felipe IV (1623-1624)
El Felipe IV de Dallas, Meadows Museum, es un retrato en busto del rey atribuido a Velázquez y pintado hacia 1623 o 1624.
Según cuenta Francisco Pacheco, a los pocos días de llegar Velázquez a Madrid, en agosto de 1623, hizo un retrato de su protector, Juan de Fonseca y Figueroa, sumiller de cortina de su majestad, que fue llevado a palacio por un hijo del conde de Peñaranda. Visto este retrato por el rey y la corte, de inmediato se le ordenó retratar al rey. Pacheco, maestro y suegro del pintor, anotó con precisión la fecha de ese primer retrato de Felipe IV: el 30 de agosto de 1623. Ese retrato pintado en un solo día debió de servir de modelo para otro ulterior, de mayor aparato y a caballo, así como para copias privadas como la encargada por doña Antonia Ipeñarrieta, que en diciembre de 1624 hizo un pago a Velázquez de 800 ducados por tres retratos, del rey, del Conde-Duque de Olivares y de su difunto esposo. 
Al decir Pacheco algo más adelante que «después desto, habiendo acabado el retrato de Su Majestad a caballo, imitado todo del natural, hasta el país, con su licencia y gusto [del rey] se puso en la calle Mayor, enfrente de San Felipe, con admiración de toda la corte e invidia de los de l'arte, de que soy testigo», Antonio Palomino entendió que aludía todavía al primer retrato, que imaginó a caballo y armado «todo hecho con el estudio, y cuidado, que requería tan gran asunto, en cuadro grande, de la proporción del natural, y por él imitado, hasta el país». En realidad Pacheco parece aludir a un simple busto ejecutado con presteza, pues no es probable que en esta primera ocasión el rey posara muchas horas; el propio Pacheco se maravillaba y tenía como muestra extrema del favor en que el rey tenía a su yerno el hecho de que posase ante él sentado durante tres horas continuas, «cuando le retrató a caballo» tras el viaje a Italia, después de 1630. Ese primer retrato, apunte o esbozo tomado del natural, sería el empleado posteriormente para completar en el taller el retrato ecuestre al que aluden tanto Pacheco como Palomino, actualmente desaparecido, en el que Velázquez estaría trabajando por un espacio de tiempo más dilatado, no dándolo por acabado hasta poco antes del mes de agosto de 1625, cuando Julio César Semín cobró por el dorado del marco para su exposición en la calle Mayor.
Las afirmaciones de Pacheco han suscitado diversas interpretaciones e intentos de identificar ese primer retrato hecho del natural. El más firme candidato, no del bosquejo hecho en un día sino de su versión acabada en el taller, sería según August L. Mayer y Jonathan Brown este mal conservado Felipe IV en busto de Dallas, empleado en un amplio número de copias y versiones de cuerpo entero, incluida la primera versión del retrato de Felipe IV del Museo del Prado. López-Rey, quien señala al contrario diferencias en el arranque del cabello y la frente, la nariz y el cuello respecto del retrato subyacente mostrado por las radiografías bajo el Felipe IV del Prado, piensa que este busto, que fue propiedad en Roma de los cardenales Ferrari y Gaspari, es posterior al retrato del natural, pero anterior al pintado para doña Antonia Ipeñarrieta (actualmente en Nueva York, Metropolitan Museum of Art), siendo el tomado del natural el 30 de agosto de 1623 el del Museo del Prado, reelaborado por el mismo Velázquez años después, hacia 1628, con una técnica de pincelada suelta más elaborada.